# Джон Гилбърт
Джон Гилбърт (на английски: John William Gilbert) е британски политик, член на Лейбъристката партия.
Баща му си изкарва прехраната като държавен служител. Барон Гилбърт получава образование в Нортуд (училище Мърчант Тейлърс) и Сейнт Джонс Колидж – Оксфорд, където следва философия, политика и икономика. В Нюйоркския университет се преборва за докторантура по международна икономика. След това работи като сертифициран счетоводител в Канада.
Той претендира за място в парламента като представител на Лъдлоу през 1966, както и на частични избори в Дъдли през 1968 г. Печели политически позиции като представител на Дъдли от 1970 г., както и на Дъдли – Изток, след прекрояване на границите през 1974 г. Той запазва този пост до 1997 г., когато Дъдли – Изток се влива в новия избирателен район Дъдли – Север. Последствието от това е, че Гилбърт си подава оставката от Камарата на общините.